# Сэмюэл, Уолтер Хорас, 2-й виконт Бирстед
Полковник Уолтер Гораций Сэмюэл, 2-й виконт Бирстед ( англ. Walter Horace Samuel, 2nd Viscount Bearsted; 13 марта 1882 — 8 ноября 1948) — англо-еврейский офицер и нефтяник.

## Образование и армейская карьера
Родился 13 марта 1882 года в Лондоне. Старший сын Маркуса Сэмюэля, 1-го виконта Бирстеда (1853—1927), и его жены Фанни Элизабет Сэмюэл (? — 1927). Он получил образование в Итонском колледже, а затем поступил в Новый колледж Оксфорда. Сэмюэл изначально делал карьеру в британской армии, служа в Королевском полку йоменов Западного Кента и в конечном итоге достигнув звания капитана. Именно во время своей армейской службы он участвовал в Первой мировой войне с 1914 по 1918 год, получив Военный крест и дважды упоминаясь в донесениях.
Лорд Бирстед также служил во Второй мировой войне, получив звание полковника в Корпусе разведки. На самом деле это было прикрытием для его работы в Секретной разведывательной службе (SIS, она же МИ-6), а затем в Управлении специальных операций (SOE). Будучи офицером Секции D, SIS с 1939 года, он сначала участвовал в ранних попытках создания сетей сопротивления в Скандинавии, а затем был ключевой фигурой в планах по созданию британской организации сопротивления — Home Defense Scheme. Летом 1940 года он руководил передачей части разведывательной операции SIS новым Вспомогательным подразделениям.

## Деловые интересы
Уолтер Сэмюэл стал директором Shell Transport and Trading Company, которую его отец и дядя основали в 1897 году; в 1921 году после выхода отца на пенсию он стал председателем. Сам Сэмюэл стал 2-м виконтом Бирстедом, а также бароном и баронетом после смерти отца в 1927 году. Он говорил только о нефтяных и еврейских делах, когда заседал в Палате лордов.

## Коллекционир и филантроп
Отец Сэмюэла пожертвовал деньги музею Мейдстоуна, в котором была выставлена японская коллекция его сына, вдохновленная восточной деловой деятельностью семьи. Лорд Бирстед продолжил собирать искусство после того, как унаследовал титулы отца, и превратил Аптон-хаус в Уорикшире в убежище для своей прекрасной и постоянно растущей коллекции. Среди его произведений искусства есть работы Рембрандта, Каналетто, Джорджа Стаббса, Ганса Гольбейна Младшего и Хогарта. Его дом и коллекция были переданы в дар Национальному фонду в 1948 году с целью сохранить их для британской публики.
Лорд Бирстед был председателем попечительского совета Национальной галереи, согласно записям 1936 года, и попечителем галереи Тейт, согласно записям 1938 года. Кроме того, он сделал много пожертвований музею Эшмола в Оксфорде и занимал пост председателя Художественной галереи Уайтчепел в Лондоне в годы, предшествовавшие его смерти.
Будучи выходцем из еврейской семьи, Уолтер Сэмюэл поддерживал множество еврейских благотворительных организаций, включая финансирование Bearsted Memorial Hospital в Сток-Ньюингтоне и Bearsted родильного дома в Хэмптон-корте. Он также агитировал за эмиграцию евреев из нацистской Германии в 1930-х годах и, как и на Лондонской конференции 1939 года, против закрытия Палестины для еврейской иммиграции.

## Личная жизнь
23 июля 1908 года в синагоге Вест-Энд в Лондоне Уолтер Сэмюэл женился на Дороти Монтефиоре Мичоллс (? — 19 декабря 1949), дочери Эдварда Монтефиоре Мичоллса и Ады Рэйчел Беддингтон. У супругов было четверо детей:
- Маркус Ричард Сэмюэл, 3-й виконт Бирстед (1 июня 1909 — 15 октября 1986), старший сын и преемник отца.
- Питер Монтефиоре Сэмюэл, 4-й виконт Бирстед (9 декабря 1911 — 9 июня 1996)
- Дафна Изобель Сэмюэл (21 апреля 1913 — 14 февраля 1914)
- Достопочтенный Энтони Джеральд Сэмюэл (18 февраля 1917 — 3 января 2001).